# Buket Seraja
Buket Seraja is een bestuurslaag in het regentschap Aceh Timur van de provincie Atjeh, Indonesië. Buket Seraja telt 681 inwoners (volkstelling 2010).